# 龚雄麒
龚雄麒（1925年—），男，上海人，中国药物化学家，曾任中国人民解放军军事医学科学院研究员、博士生导师。